# Hadera
Hadera (in ebraico: חֲדֵרָה in arabo: الخضيرة, Al-Ḫuḍayraḧ) è una città situata nel distretto di Haifa a circa 45 km a sud di Haifa ed a circa altrettanti chilometri a nord di Tel Aviv. La città che sorge lungo la pianura costiera conta una popolazione di circa 77 100 abitanti ed è una delle città con il più alto tasso di immigranti.
La città fu fondata nel 1891 come piccolo insediamento agricolo abitato da alcuni membri del movimento sionista provenienti da Lituania e Lettonia. Nel 1948 l'insediamento, che ormai aveva le sembianze di un piccolo paese contava una popolazione di 11 800 abitanti e nel 1952 ricevette lo status di città.
Oggigiorno la città si trova al centro di una serie di progetti per migliorare la qualità di vita in questo centro, tra i quali ci sono anche la costruzione di un centro ricreativo high tech e la realizzazione del più grande impianto di dissalamento dell'acqua.

## Storia
L'insediamento che diede vita più tardi alla città di Hadera fu fondato nel 1891 ed era composto da alcune case costruite accanto alla sinagoga. Originariamente si trattava di un piccolo insediamento composto da circa dieci abitazioni e quattro famiglie. Tra i problemi principali che affliggevano questa piccola comunità nei primi anni della sua esistenza vi furono alcune vicende legate alla bonifica dei terreni, perlopiù di natura paludosa, opera che fu effettuata grazie ad alcuni operai egiziani inviati da Baron Edmond de Rothschild. 
Alcune lapidi testimoniano inoltre che dei 540 abitanti che abitavano questo insediamento 210 morirono di malaria. Altrettanto difficili furono le relazioni che questa piccola comunità instaurò con la popolazione araba di questa zona perlopiù composta da pastori beduini. Alla fine degli anni venti però il piccolo insediamento era ormai diventato un centro economico. Prime dispute sulla ripartizione dei terreni si ebbero invece a partire dal 1930, quando la popolazione raggiunse i 2 000 abitanti. A partire dal 1937 la piccola città fu anche dotata di una scuola pubblica grazie all'aiuto fornito dalla Histadrut.